# Vrbice (okres Nymburk)
Vrbice (j. č., tedy: ta Vrbice, do Vrbice, ve Vrbici) je obec v okrese Nymburk ve Středočeském kraji. Leží přibližně devět kilometrů severovýchodně od Poděbrad. Žije zde 186 obyvatel.

## Historie
První písemná zmínka o obci nalezneme v historických pramenech v roce 1305. V roce 1423 zde měl podle pověsti přenocovat Jan Žižka během jednoho ze svých tažení. Během třicetileté války byla obec několikrát vypleněna. V 18. století byly zdejší rybníky vysušeny a přeměněny na pole. 11. září 1887 obec stihl velký požár, při kterém shořel i původní kostelík. Na začátku 20. století žilo ve vesnici 592 obyvatel. Roku 1922 byl na náves umístěn pomník padlých v 1. světové válce. V 70. letech 20. století byl na stráni pod kostelem vybudován taneční parket a bylo vyhlášeno chráněné území "Lomený vrch" s výskytem rostliny bělozářky liliovité. Do roku 1975 v obci existovala škola a poté do roku 1991 školka. Zdejší ulice byly pojmenovány v roce 2001.
Ve vsi Vrbice (464 obyvatel, katol. kostel) byly v roce 1932 evidovány tyto živnosti a obchody: holič, 2 hostince, kolář, 2 kováři, krejčí, 3 obuvníci, pekař, porodní asistentka, 2 řezníci, sedlář, 2 obchody se smíšeným zbožím, spořitelní a záložní spolek pro Vrbici, obchod se střižním zbožím, truhlář.

## Obyvatelstvo
| Rok            | 1869 | 1880 | 1890 | 1900 | 1910 | 1921 | 1930 | 1950 | 1961 | 1970 | 1980 | 1991 | 2001 | 2011 | 2021 |
| -------------- | ---- | ---- | ---- | ---- | ---- | ---- | ---- | ---- | ---- | ---- | ---- | ---- | ---- | ---- | ---- |
| Počet obyvatel | 300  | 580  | 597  | 592  | 573  | 497  | 464  | 337  | 314  | 293  | 235  | 200  | 184  | 171  | 176  |
| Počet domů     | 48   | 97   | 102  | 109  | 109  | 115  | 123  | 124  | 105  | 99   | 84   | 96   | 98   | 101  | 102  |

## Obecní správa

### Územněsprávní začlenění
Dějiny územněsprávního začleňování zahrnují období od roku 1850 do současnosti. V chronologickém přehledu je uvedena územně administrativní příslušnost obce v roce, kdy ke změně došlo:
- 1850 země česká, kraj Jičín, politický okres Poděbrady, soudní okres Městec Králové[8]
- 1855 země česká, kraj Jičín, soudní okres Městec Králové
- 1868 země česká, politický okres Poděbrady, soudní okres Městec Králové
- 1939 země česká, Oberlandrat Kolín, politický okres Poděbrady, soudní okres Městec Králové[9]
- 1942 země česká, Oberlandrat Hradec Králové, politický okres Nymburk, soudní okres Městec Králové[10]
- 1945 země česká, správní okres Poděbrady, soudní okres Městec Králové[11]
- 1949 Pražský kraj, okres Poděbrady[12]
- 1960 Středočeský kraj, okres Nymburk
- k 1. lednu 1980 Středočeský kraj, okres Nymburk, obec Opočnice[13]
- k 1. lednu 1992 Středočeský kraj, okres Nymburk[13]
- 2003 Středočeský kraj, okres Nymburk, obec s rozšířenou působností Poděbrady

### Obecní symboly
Znak a vlajka byly obci uděleny rozhodnutím předsedy Poslanecké sněmovny Parlamentu České republiky dne 9. prosince 2002.

## Doprava
Dopravní síť
- Pozemní komunikace – Do obce vedou silnice III. třídy. Ve vzdálenosti tři kilometry vede silnice I/32 Libice nad Cidlinou – Jičín.
- Železnice – Železniční trať ani stanice na území obce nejsou.

Veřejná doprava 2011
- Autobusová doprava – V obci stavěly autobusové linky Městec Králové-Kolín (v pracovních dny 5 spojů) a Městec Králové-Opočnice-Poděbrady (v pracovních dny 6 spojů) (dopravce Okresní autobusová doprava Kolín). O víkendu byla obec bez dopravní obsluhy.